# Tyereki járás (Csecsenföld)

A Tyereki járás Csecsenföldön

A Tyereki járás (oroszul Надтеречный район, csecsen nyelven Терк-Йистанан кIошт) Oroszország egyik járása Csecsenföldön. Nyugat-Csecsenföldön található. Székhelye Znamenszkoje.

## Népesség
- 1989-ben 35 499 lakosa volt, melyből 33 478 csecsen (94,3%), 1 463 orosz, 243 avar, 65 kumik, 45 ukrán, 27 ingus, 15 nogaj, 10 örmény.
- 2002-ben 51 755 lakosa volt, melyből 50 646 csecsen (97,9%), 395 orosz, 326 avar, 159 kumik, 27 ingus, 17 ukrán, 11 nogaj, 5 örmény.
- 2010-ben 55 782 lakosa volt, melyből 54 881 csecsen, 281 avar, 110 orosz, 82 kumik, 26 lak, 24 ingus stb.